# (7706) Mien
(7706) Mien (1993 FZ36) – planetoida z pasa głównego asteroid okrążająca Słońce w ciągu 3,7 lat w średniej odległości 2,39 j.a. Odkryta 19 marca 1993 roku.